# Rochepaule
Rochepaule ist eine französische Gemeinde im Département Ardèche in der Region Auvergne-Rhône-Alpes. Sie gehört zum Kanton Haut-Eyrieux und zum Arrondissement Tournon-sur-Rhône. Sie grenzt im Nordwesten an Saint-Bonnet-le-Floid, im Norden an Saint-André-en-Vivarais und Saint-Pierre-sur-Doux, im Nordosten an Lalouvesc, im Osten an Lafarre, im Südosten an Saint-Jeure-d’Andaure und im Südwesten an Devesset.
Rochepaule liegt im Osten des Zentralmassivs.

## Bevölkerungsentwicklung

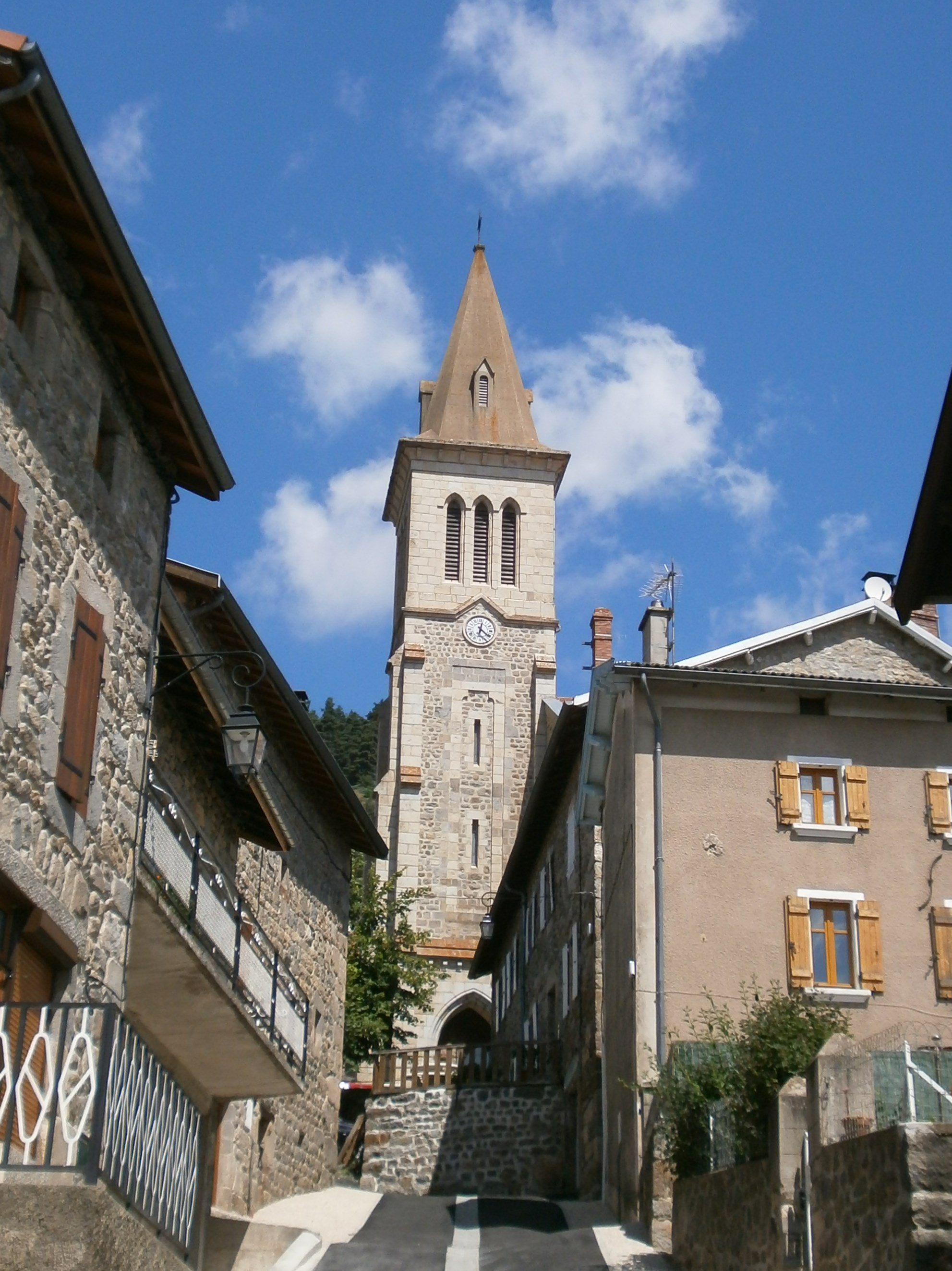
Blick zur Kirche Saint-Jean-Baptiste

| Jahr                       | 1962 | 1968 | 1975 | 1982 | 1990 | 1999 | 2008 | 2014 |
| -------------------------- | ---- | ---- | ---- | ---- | ---- | ---- | ---- | ---- |
| Einwohner                  | 709  | 589  | 480  | 464  | 404  | 341  | 296  | 270  |
| Quellen: Cassini und INSEE |      |      |      |      |      |      |      |      |